# Cynthia (cantora)
Cynthia Todino, conhecida apenas como Cynthia, é uma cantora americana de freestyle e dance-pop. Cynthia é melhor lembrada pelo seus hits "Dreamboy/Dreamgirl" (parceria com Johnny O), "Break Up to Make Up" e "If I Had the Chance", que chegaram na posição #53, #70 e #83 na Billboard Hot 100.

## Discografia

### Álbuns de Estúdio
| Ano  | Detalhes do álbum                                                                    |
| ---- | ------------------------------------------------------------------------------------ |
| 1989 | Cynthia - Lançado: 27 de fevereiro de 1989 - Gravadora: Micmac Records               |
| 1990 | Cynthia II - Lançado: 1990 - Gravadora: Micmac Records                               |
| 1999 | Thinking About You - Lançado: 15 de Junho de 1999 - Gravadora: Robbins Entertainment |

### Singles
| Ano  | Single                    | Chart positions | Chart positions | Chart positions  | Álbum                |
| Ano  | Single                    | EUA.            | EUA dance       | EUA dance vendas | Álbum                |
| ---- | ------------------------- | --------------- | --------------- | ---------------- | -------------------- |
| 1988 | "Change on Me"            | —               | 37              | 43               | Cynthia              |
| 1988 | "Endless Nights"          | —               | —               | 28               | Cynthia              |
| 1989 | "Thief of Heart"          | —               | —               | 31               | Cynthia              |
| 1990 | "Dreamboy/Dreamgirl"      | 53              | —               | 17               | Cynthia II           |
| 1991 | "What Will It Take"       | —               | —               | —                | Cynthia II           |
| 1991 | "Break Up to Make Up"     | 70              | —               | —                | Cynthia II           |
| 1992 | "Love Me Tonight"         | —               | —               | —                | The Remixes          |
| 1993 | "Everytime I Look at You" | —               | —               | —                | The Remixes          |
| 1993 | "Forever Missing You"     | —               | —               | —                | The Remixes          |
| 1994 | "Medley"                  | —               | —               | —                | Não lançado em álbum |
| 1994 | "How I Love Him"          | 107             | 15              | 28               | Thinking About You   |
| 1997 | "Like a Star"             | —               | 28              | —                | Thinking About You   |
| 1998 | "If I Had the Chance"     | 83              | —               | 11               | Thinking About You   |
| 1999 | "Thinking About You"      | —               | —               | 49               | Thinking About You   |
| 2000 | "I Never Said"            | —               | —               | 33               | Thinking About You   |